# 新井平伊
新井 平伊（あらい へいい、1953年 - ）は、日本の医学者、精神科医。専門は老年精神医学。順天堂大学医学部教授。医学博士。

## 来歴
1953年生まれ。1978年順天堂大学医学部卒業。1984年順天堂大学大学院修了（医学博士）。東京都精神医学総合研究所精神薬理部門主任研究員を経て、1990年順天堂大学医学部講師。1997年順天堂大学医学部精神医学講座教授を経て、現在順天堂大学大学院医学研究科精神・行動科学名誉教授。順天堂大学医学部附属順天堂医院メンタルクリニック科長、順天堂大学医学部附属順天堂越谷病院院長代行等を歴任。

## 学会
- 日本老年精神医学会理事長
- 日本認知症学会理事
- 国際老年精神医学会理事

## 著書
- 『認知症と共に輝く日々をめざして』飛鳥新社、2014年7月。ISBN 9784864103398。

### 監修
- 『認知症ケアのコツがわかる本 最新版 —正しい理解と対処法で、進行は抑えられる』学研パブリッシング、2013年10月。ISBN 9784058001561。

## 関連人物
- 島薗安雄
- 融道男
- 永田俊彦
- 樋口輝彦
- 三國雅彦